# Distrito Escolar Ravenswood

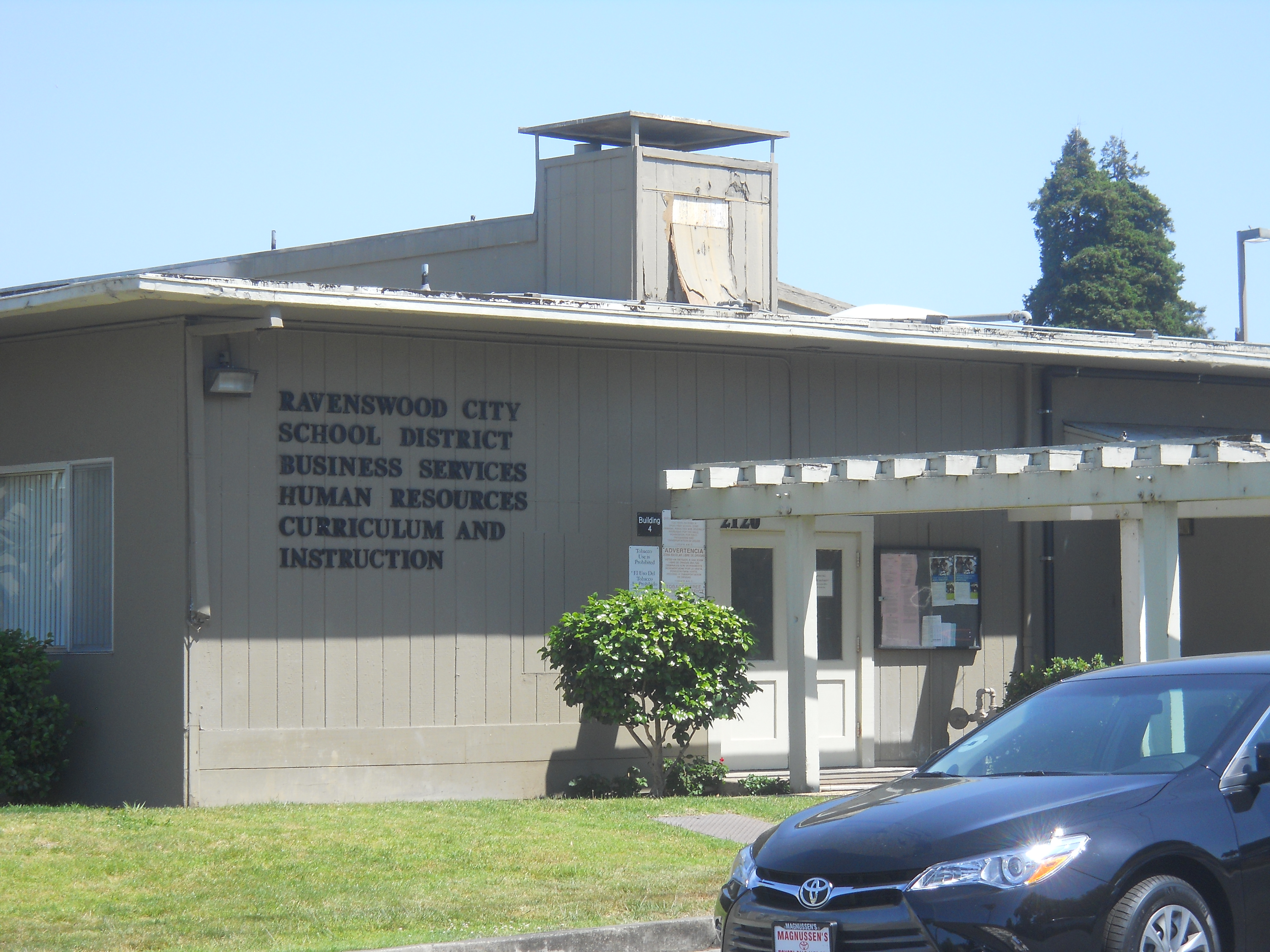
Sede del distrito escolar de la ciudad de Ravenswood, East Palo Alto, California.

Distrito Escolar Ravenswood (Ravenswood City School District, RCSD) es un distrito escolar de California. Tiene su sede en East Palo Alto. Gestiona escuelas en East Palo Alto y una parte de Menlo Park.

## Escuelas
- K-8
  - Belle Haven Elementary School
  - Costaño Elementary School
  - Willow Oaks Elementary School
- 6-8
  - César Chávez Academ
  - César Chavez.academy
  - Ronald McNair Academy
  - San Francisco 49ers Academy, en la Costaño Elementary School

- K-5
  - Brentwood Academy
  - James Flood School
  - Green Oaks Academy
- PreK
  - Ravenswood Child Development Center
- Otras
  - East Palo Alto Charter School
  - East Palo Alto Stanford High School (Escuela Charter)